# Cinara chamberlini
Cinara chamberlini är en insektsart som beskrevs av Frank Hall Knowlton 1935. Cinara chamberlini ingår i släktet Cinara och familjen långrörsbladlöss. Inga underarter finns listade i Catalogue of Life.